# Okno (Staroměstská radnice)
Okno je název pro skleněnou plastiku, která se od roku 1990 nachází v historické budově Staroměstské radnice. Je uměleckým dílem Stanislava Libenského a Jaroslavy Brychtové. Její rozměry činí 8,2 x 7,3 m.
Plastika vznikla broušením a tavením skleněných prvků, které byly potom sestaveny do jednoho celku.
Plastika vznikla na místě původního okna, které směřovalo do bývalého dvora Staroměstské radnice do roku 1945. Po požáru byla původní část budovy stržena a dvůr spojen s náměstím. Nachází se v ose vstupní síně vyzdobené malbami Mikoláše Alše a s gotickým portálem. Vznikala po dobu několika let; od první poloviny 80. let 20. století až do roku 1990. Podoba vitráže je inspirována původními díly Mikoláše Alše. Viditelná je jak z interiéru, tak i exteriéru budovy. 